# São João do Paraíso (Maranhão)
São João do Paraíso é um município brasileiro do estado do Maranhão. Localiza-se a uma latitude 06º27'40" sul e a uma longitude 47º03'27" oeste, estando a uma altitude de 230 metros. Sua população estimada em 2022 era de 9 904 habitantes.

## História
Nas margens do rio Lajeado, onde hoje está plantado o município de São João do Paraíso, haviam prósperas fazendas e, entre estas, a São João de um lado e a São Sebastião do outro lado do rio, terras muito férteis, próprias para a lavoura e criação de gado. Por ali, também, bem próximas umas das outras, situavam-se outras fazendas. Era uma região bem habitada e merecedora de assistência do governo municipal.
Em 20 de janeiro de 1948, por ocasião de uma reza de São Sebastião, estiveram, ali o prefeito Virgolino Vasconcelos, o vice-prefeito Joaquim Pereira e outros acompanhantes provenientes da cidade do Porto Franco. Na animação da festa do Santo, mais de cem pessoas estavam ali, quando alguns fazendeiros reivindicaram a criação de uma escola naquele lugar. O prefeito prometeu a construção da escola de imediato, encarregando seu vice para promovê-la. Em São Luís, conseguiram uma pequena verba para a obra.
Foi contratado o pedreiro Aurélio Gomes Pereira como empreiteiro e, nesse mesmo ano, a obra é iniciada: um salão bastante espaçoso uma sala de recepção e dependência para duas professoras. Uma construção sólida e bem acabada, sobressaindo-se no pequeno arraial que se formou imediatamente por famílias de principais moradores do lugar: Delfino Aguiar de Azevedo e seus irmãos; Natividade José Marinho e sues irmãos, Virgolino, Manduca, Pijoca e outros irmãos; João José Milhomem Filho e mais os descendentes dessa família, dentre outros.
A inauguração do prédio escolar deu-se um ano depois do início de sua construção, no dia 20 de janeiro de 1949. A edificação e a inauguração daquela escola foi fator preponderante para o nascimento e o crescimento do lugar. Dois anos depois já se podia mesmo sentir que o arraial de Paraíso se tornava um próspero povoado.
Episódio peculiar acontece na escolha do Santo padroeiro do então povoado Paraíso: de um lado do rio o povo queria que o povoado ficasse sob a invocação e proteção de São Sebastião; do outro lado, a força maior opinava que São João Batista deveria ser o padroeiro. As divergências cresciam e as opiniões se chocavam, sem haver entendimento nem conciliação. Frei João Pedro Maria de Boa Viagem mandou construir uma capela tosca, de palha de palmeira e taipa, a que chamavam de São Sebastião, e a prefeitura encomendou e recebeu as duas imagens dos santos venerados. Marcou-se a data da entrega dos santos no dia 25 de maio de 1950. Uma turma muito grande de caleiros, acompanhado o padre e demais autoridades levando os dois padroeiros foram recebidos por mais de cem cavaleiros de Paraíso, todos em montaria, antes da entrada do povoado. Ao chegar os santos foram retirados da embalagem e benzidos ritualisticamente pelo vigário.
As comemorações festivas duraram três dias consecutivos.
A rivalidade não morreu. Em junho do mesmo ano, os moradores do outro lado do rio vieram em procissão e levaram São João para a parte principal do povoado e o primeiro festejo de São João começou naquele ano.
O município de São João do Paraíso foi criado pela Lei Nº 6.158, de 10 de novembro de 1994, desmembrado do município de Porto Franco.

## Geografia
O município de São João do Paraíso possui uma extensão territorial de 2.052,328 quilômetros quadrados, ocupando a 39 posição entre os 217 municípios maranhenses em termos de área.
O município limita-se ao Norte com os municípios de Lajeado Novo e Porto Franco; a Leste com os municípios de Sítio Novo e São Pedro dos Crentes; a Oeste com o município de Porto Franco e ao Sul com os municípios de Estreito e São Pedro dos Crentes.

### Demografia
Segundo dados do Censo Demográfico de 2022, São João do Paraíso contava com 9.904 habitantes, resultando em uma densidade populacional de aproximadamente 4,83 habitante por quilômetro quadrado. No contexto estadual, o município ocupava a 176 posição em número de habitantes e a 204 em densidade demográfica comparando-se com outros municípios do estado do Maranhão. A estimativa populacional para o ano de 2024 era de 10.105 habitantes.

### Educação
Em 2010, a taxa de escolarização de crianças entre 6 e 14 anos em São João do Paraíso era de 98 %, colocando o município na 32 colocação entre os 217 do estado. Quanto ao Índice de Desenvolvimento da Educação Básica (IDEB) referente ao ano de 2023, os anos iniciais do ensino fundamental na rede pública apresentaram índice de 4,7 enquanto os anos finais atingiram 4,3.
| Taxa de escolarização de 6 a 14 anos de idade [2010]             | 98 %             |
| IDEB – Anos iniciais do ensino fundamental (Rede pública) [2023] | 4,7              |
| IDEB – Anos finais do ensino fundamental (Rede pública) [2023]   | 4,3              |
| Matrículas no ensino fundamental [2023]                          | 1.548 matrículas |
| Matrículas no ensino médio [2023]                                | 438 matrículas   |
| Docentes no ensino fundamental [2023]                            | 142 docentes     |
| Docentes no ensino médio [2023]                                  | 32 docentes      |
| Número de estabelecimentos de ensino fundamental [2023]          | 19 escolas       |
| Número de estabelecimentos de ensino médio [2023]                | 2 escolas        |

Fonte: IBGE

## Economia
Em 2021, o Produto Interno Bruto (PIB) per capita de São João do Paraíso foi de R$ 13.516,41, valor que colocava o município na 43 posição entre os 217 do estado do Maranhão. Já em 2023, as receitas oriundas de fontes externas representavam 89,68 % do total arrecadado pelo município, o que o posicionava em 162 lugar no ranking estadual.
| PIB per capita [2021]                                                                           | 13.516,41 R$     |
| Índice de Desenvolvimento Humano Municipal (IDHM) [2010]                                        | 0,609            |
| Total de receitas brutas realizadas [2023]                                                      | 60.751.581,59 R$ |
| Transferências correntes (Percentual em relação às receitas correntes brutas realizadas) [2023] | 89,68 %          |
| Total de despesas brutas empenhadas [2023]                                                      | 58.898.594,38 R$ |

Fonte: IBGE
| Salário médio mensal dos trabalhadores formais [2022]                                             | 2,2 salários mínimos |
| Pessoal ocupado [2022]                                                                            | 1.057 pessoas        |
| População ocupada [2022]                                                                          | 10,67 %              |
| Percentual da população com rendimento nominal mensal per capita de até 1/2 salário mínimo [2010] | 52,1 %               |

Fonte: IBGE